# Chiroteuthis joubini
Chiroteuthis joubini är en bläckfiskart som beskrevs av Voss 1967. Chiroteuthis joubini ingår i släktet Chiroteuthis och familjen Chiroteuthidae. Inga underarter finns listade i Catalogue of Life.